# Ludus duodecim scriptorum

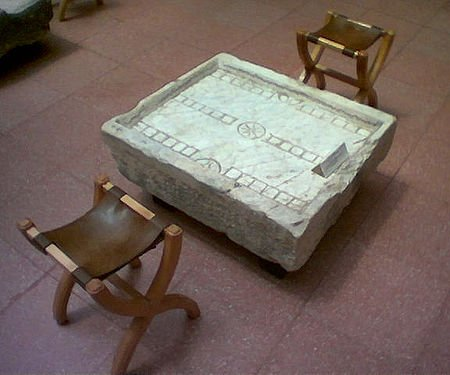
Доска XII scripta в музее в Эфесе

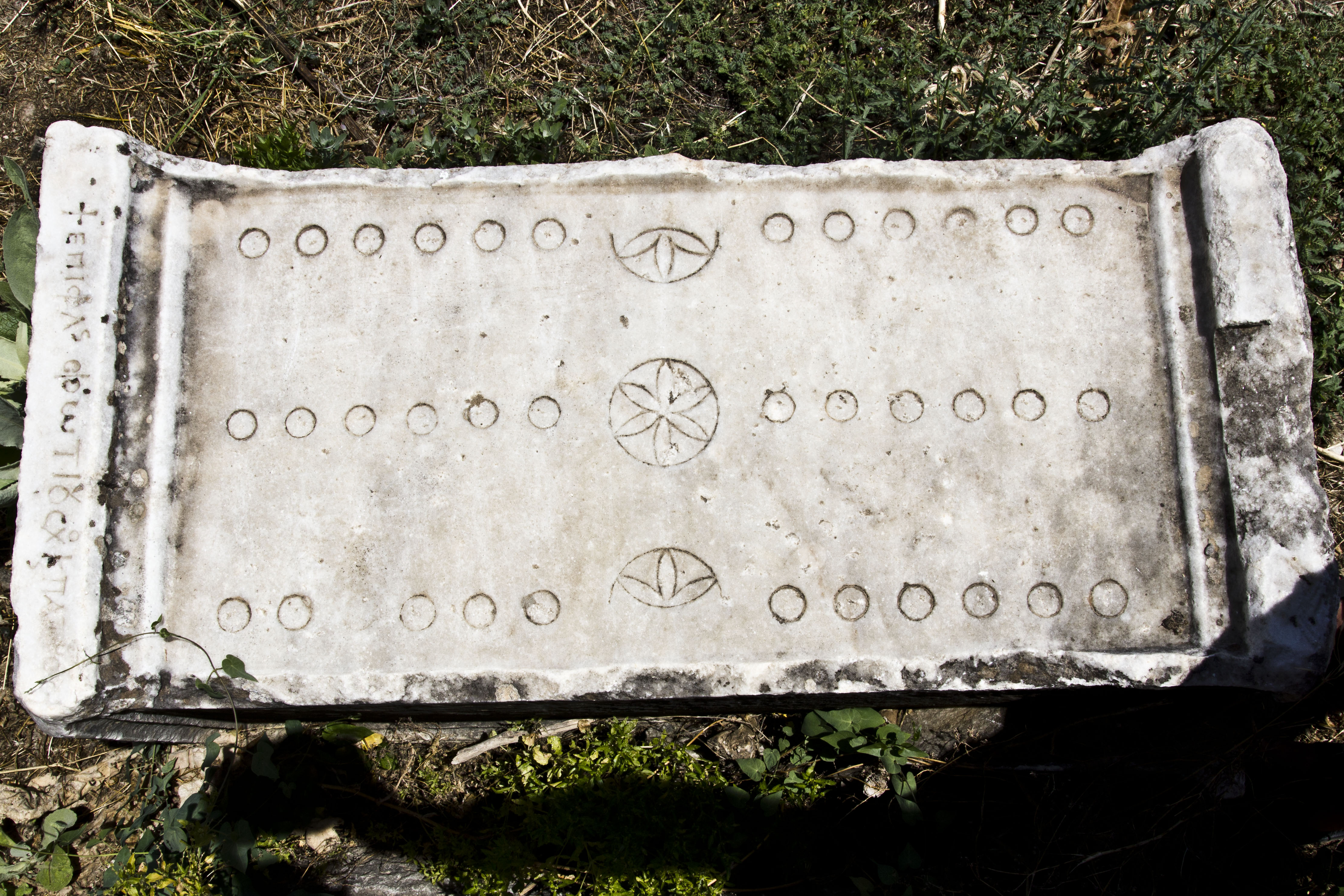
Римская доска II века, Афродисиас

Ludus duodecim scriptorum, или XII scripta, была настольной игрой, популярной во времена Римской империи. Название переводится как «игра двенадцати меток», вероятно, ссылаясь на три ряда по 12 меток, каждая из которых найдена на большинстве сохранившихся досок. Игра табула, как полагают, является потомком этой игры, и оба похожи на современные нарды.
Было высказано предположение, что XII scripta относится к египетской игре сенет, но некоторые считают это сомнительным, потому что, за исключением ограниченного поверхностного сходства между внешним видом досок и использованием игральных костей, нет никаких известных доказательств связи игр. Ещё один фактор, ставящий под сомнение эту связь, заключается в том, что последняя известная классическая доска сенета старше половины тысячелетия по сравнению с самой ранней из известных досок XII scripta. 
Очень мало информации о конкретном игровом процессе сохранилось. В игру играли, используя три кубика, и у каждого игрока было по 15 фигур. Возможная «доска для начинающих», имеющая пробелы, помеченная буквами, предложила возможный путь для перемещения фигур. 
Самое раннее известное упоминание об игре у Овидия Ars Amatoria (Искусство любви) (написано между 1 г. до н. э. и 8 г. н. э.). Древний пример игры был обнаружен на археологических раскопках в Кибире на юге Турции. 